# On the Air – Voll auf Sendung
On the Air – Voll auf Sendung (Originaltitel: On the Air) ist eine US-amerikanische Fernsehserie aus dem Jahr 1992, entwickelt von David Lynch und Mark Frost. Sie lässt sich den Genres Komödie und Slapstick zuordnen. Die erste Folge wurde von dem US-amerikanischen Fernsehsender ABC am 20. Juni 1992 ausgestrahlt, die erste deutsche Synchronfassung am 11. August 1995 auf RTL II. Die Serie besteht aus sieben Episoden, von denen nur drei im US-amerikanischen Fernsehen gezeigt wurden. Danach wurde die Serie abgesetzt.

## Inhalt
Die Handlung der Serie ist im Jahre 1957 angesiedelt. Der US-amerikanische Fernsehsender ZBC (Zoblotnick Broadcasting Corporation) strahlt zum ersten Mal The Lester Guy Show aus. Die Premiere geht völlig unter: Die Hauptkamera fällt um und sendet ein um 90 Grad gekipptes Bild, Lester Guy verheddert sich in irgendwelchen Kabeln und die Nebendarstellerin Betty Hudson wird plötzlich zur Hauptperson.
Wegen ihrer technischen Fehler und inhaltlichen Missgeschicke wird die Sendung jedoch zu einem Überraschungserfolg, nicht zuletzt dank der improvisierenden Betty Hudson. Lester wird eifersüchtig und setzt alles daran, Bettys steigende Popularität aufzuhalten. Doch seine diversen Versuche scheitern kläglich …

## Hintergrund
Nach der erfolgreichen Mystery-Fernsehserie Twin Peaks ging ABC mit dem Schöpferteam Lynch/Frost eine neue Zusammenarbeit ein. Diesmal sollte es eine Komödie sein. Das Drehbuch zur ersten Episode hatten beide schon Ende 1990 geschrieben. Lynch und Frost verfassten gemeinsam mit Robert Engels abwechselnd die restlichen Skripte. Am 20. Juni 1992 konnte die erste Folge im US-amerikanischen Fernsehen ausgestrahlt werden. Regie führte David Lynch persönlich. Die weiteren Episoden wurden von Jonathan Sanger, Lesli Linka Glatter, Jack Fisk und Betty Thomas inszeniert.
Schlechte Einschaltquoten und Kritiken zwangen ABC dazu, die Serie bereits nach der dritten Episode abzusetzen. Frost gab die Schuld hierfür der undurchdachten Sendezeit und dem „mangelnden Sinn des amerikanischen Publikums für bizarren Humor“.
In Deutschland wurde On the Air – Voll auf Sendung dreimal komplett gesendet: zweimal auf RTL II von August bis September 1995 und von Januar 1996 bis Dezember 1997, einmal auf Premiere Comedy im Juni 2001.